# Bulletin of the American Society of Papyrologists
The Bulletin of the American Society of Papyrologists ist eine fachwissenschaftliche Spezialzeitschrift auf dem Gebiet der Altertumswissenschaften, in der Beiträge zur Papyrologie veröffentlicht werden.
Das 1963 begründete Bulletin of the American Society of Papyrologists ist die einzige papyrologische Zeitschrift Nordamerikas. Aktuell erscheint die Zeitschrift in zwei Heften pro Jahr im Oxbow Books-Verlag, nachdem sie lange Zeit im universitären Eigenverlag veröffentlicht wurde. Aktuelle Herausgeber im Auftrag der American Society of Papyrologists sind Peter van Minnen, Timothy Renner und John Whitehorne, frühere Herausgeber sind unter anderem Traianos Gagos, Gerald M. Browne und Susan A. Stephens. Dem Beirat der Zeitschrift gehören derzeit Antii Arjava, Paola Davoli, Gladys Franz-Murphy, Andrea Jördens, David Martinez, Kathleen McNamee, W. John Tait, J. David Thomas, Dorothy J. Thompson und Terry G. Wilfong an. Publikationssprache der Artikel und Rezensionen ist Englisch, in selteneren Fällen auch Deutsch, Italienisch oder Französisch.
Obwohl die Zeitschrift vergleichsweise klein ist, veröffentlichten dennoch bedeutende Wissenschaftler hier ihre Studien. Zu ihnen zählen beispielsweise Anthony Alcock, Werner Eck, Hans Georg Gundel, Christian Habicht, Dieter Hagedorn, Heinz Heinen, Reinhold Merkelbach, Bruno Snell, Martin Litchfield West oder Roger S. Bagnall.